# Jan Maciej Jasielski
Jan Maciej Jasielski (ur. 3 stycznia 1894 w Płotyczy, zm. 18 listopada 1964 w Quilmes) – kapitan Wojska Polskiego.

## Życiorys
Był synem Jana Mieczysława Jasielskiego (oficjalisty prywatnego i urzędnika rady powiatowej przemyskiej) oraz Tekli z domu Krawczyk. Posiadał starsze rodzeństwo – brata Roberta Tadeusza (ur. 1891) i siostrę Marię. Ojciec osierocił go, gdy Jan Maciej miał 3 miesiące. Wychowywało go rodzeństwo ojca – brat Roman Jasielski (księgarz w Stanisławowie) i siostra Anna Jasielska (nauczycielka w Stanisławowie). Utrzymywał również kontakt z matką, która wyszła powtórnie za mąż za Piotra Czopkowskiego – restauratora w Stryju i z przyrodnim bratem – Romanem Czopkowskim.
Jan Maciej uczęszczał do szkół w Stanisławowie, Lwowie i Sanoku. W 1914 rozpoczął studia inżynierskie w Mittweidzie (Niemcy) k. Chemnitz. Ze względu na wybuch I wojny światowej i wojnę polsko-bolszewicką studia ukończył w 1920. 
W okresie I wojny służył w Legionach w 3 pułku piechoty II Brygady Legionów i 4 pułku piechoty (III Brygada Legionów Polskich).
W czasie walk został ranny w rękę. Od 1 marca do 1 maja 1916 uczył się w Szkole Chorążych. Na stopień chorążego piechoty został mianowany ze starszeństwem z 1 maja 1916. 6 lipca 1916 pod Wołczeckiem dostał się do rosyjskiej niewoli. W niewoli (w Nikołajewsku) spotkał się ze swoim bratem. Robert Tadeusz, prawnik, był podporucznikiem rezerwy c. i k. Pułku Piechoty Nr 58 ze Stanisławowa. W 1918 obaj uciekli z niewoli i po powrocie do kraju zostali przyjęci do Wojska Polskiego. 
19 sierpnia 1920 został zatwierdzony z dniem 1 kwietnia 1920 w stopniu kapitana, w piechocie, w grupie oficerów byłych Legionów Polskich. Był wówczas oficerem 3 Pułku Piechoty Legionów. 1 czerwca 1921 roku pełnił służbę w Dowództwie Okręgu Generalnego Lublin, a jego oddziałem macierzystym był 45 Pułk Piechoty. 8 stycznia 1924 został zatwierdzony w stopniu kapitana ze starszeństwem z 1 czerwca 1919 i 749. lokatą w korpusie oficerów rezerwy piechoty. Posiadał wówczas przydział w rezerwie do 48 Pułk Piechoty w Stanisławowie. W 1934, jako oficer rezerwy pozostawał w ewidencji Powiatowej Komendy Uzupełnień Stanisławów. Posiadał przydział do Oficerskiej Kadry Okręgowej Nr VI. Był wówczas w grupie oficerów „reklamowanych na 12 miesięcy”.
Po demobilizacji rozpoczął pracę w Kopalniach Nafty w Bitkowie, a następnie w Warsztatach Kolejowych PKP w Stanisławowie. Był zastępcą naczelnika, a później naczelnikiem warsztatów. Działał w Klubie Sportowym „Rewera” w Stanisławowie, w Lidze Obrony Powietrznej i Przeciwgazowej. Był również ławnikiem miejskim. Jako ławnik brał udział w Koronacji Cudownego Wizerunku Najświętszej Marii Panny Łaskawej w kościele ormiańskim w Stanisławowie w dniu 30 maja 1937 roku, którą to koronację prowadzili kardynał August Hlond prymas Polski oraz arcybiskup dr Józef Teodorowicz, metropolita Ormiański. Tak w wydanej w Stanisławowie w 1938 r. książce „Wspomnienie Koronacji Cudownego Wizerunku Najświętszej Marii Panny Łaskawej w kościele ormiańskim w Stanisławowie dnia 30 maja 1937 roku” Jana Macieja Jasielskiego wspomina dominikanin o. Konstany Maria Żukiewicz „...Orszak biskupi przeszedł do salonu recepcyjnego (Ratusza), gdzie w imieniu chorego Wiceprezydent miasta mgra Kotlarczuka przywitał Go ławnik miejski J. Jasielski,...”. W 1939 po zajęciu Stanisławowa przez Rosjan, został aresztowany przez NKWD i zesłany na roboty na Ural. Został „zwolniony” do Polskich Sił Zbrojnych w ZSRR.
Służbę w stopniu kapitana rozpoczął w miejscowości Tockoje w październiku 1941. Służył w 11 batalionie saperów kolejowych w Rosji, Iraku, Iranie, Palestynie, Egipcie, Włoszech, Anglii i Szkocji. Otrzymał Odznakę Honorową Baonu nr 6/48. Wstąpił do Polskiego Korpusu Przysposobienia i Rozmieszczenia. 10 czerwca 1947 został zdemobilizowany. 
W tym czasie mieszkał w Szkocji, w Strowan House niedaleko Crieff, hrabstwo Perth. Działał w Towarzystwie Polsko-Szkockim, Związku Kolejarzy Polskich i Stowarzyszeniu Polskich Kombatantów. W 1949 roku wyjechał do Argentyny. Pracował w zakładach Metalroca S.A. Mieszkał w Llavallol koło Buenos Aires. Po jego śmierci przyjaciele Jana Macieja Jasielskiego zamieścili w nekrologach informację o tym, że był odznaczony krzyżem Virtuti Militari. Rodzina w kraju nie zna tego faktu.
Jan Maciej Jasielski spoczął na cmentarzu w Quilmes. W 1970 roku, powracający z emigracji do Polski, przyjaciele Jana Macieja Jasielskiego – Maria i Wincenty Kwiatkowscy – przywieźli urnę z jego prochami i przekazali córce Helenie. Ostatecznie Jan Maciej Jasielski spoczął na Cmentarzu Junikowskim w Poznaniu (pole 6-3-26). W 1987 spoczęła tam również Jego żona Kamilla, a w 1999 roku zięć Ryszard Jan Harajda. 25 kwietnia 2011 roku spoczęła tam również córka Helena Harajda z d. Jasielska.

### Życie prywatne
W 1920 w Lublinie wstąpił w związek małżeński z Kamillą Niemcówną (nauczycielką), córką Jana Niemca i Heleny z domu Małaniak. W Lublinie, w 1921 roku urodziła się ich jedyna córka Helena Anna Jasielska po mężu Harajda – profesor nadzwyczajny – fizyk akustyk, związana z Uniwersytetem im. A. Mickiewicza w Poznaniu, Wyższą Szkołą Rolniczą w Poznaniu, Wyższą Szkołą Pedagogiczną w Zielonej Górze i Akademią Muzyczną w Poznaniu.

## Ordery i odznaczenia
- Krzyż Niepodległości – 2 sierpnia 1931 „za pracę w dziele odzyskania niepodległości”[13]
- Krzyż Walecznych trzykrotnie, po raz 1 i 2 „za czyny orężne w czasie bojów Legionów Polskich”[14]
- Srebrny Krzyż Zasługi – 19 marca 1931 „za zasługi na polu wychowania fizycznego i rozwoju sportu”[15]
- Brązowa Odznaka Honorowa Ligi Obrony Powietrznej i Przeciwgazowej III stopnia[16]
- Państwowa Odznaka Sportowa